# Liste der Könige von Uruk
Die Könige von Uruk (um 2770–1802 v. Chr.) sind u. a. in folgender Auflistung erfasst:
Die Sumerische Königsliste ist ein Listenwerk, in dem die Könige die in dem Zeitraum „als das Königtum vom Himmel herabkam“ bis zum Ende der I. Dynastie von Isin regiert haben sollen in einer Folge von Dynastien aufführt. In dem Gebiet soll es vor der großen Flut (Sintflut) fünf Städte gegeben haben: Eridu, Badtibira, Larak, Sippar und Šuruppak. Eridu galt dabei als Ausgangsort der Zivilisation. Die Liste der Könige von Uruk ist ein Teil der Königsliste und beginnt nach der Flut.

## Erste Dynastie
- Meškiağašer (um 2770 ?)
- Enmerkar[3] (um 2750 ?)
- Lugalbanda[4] (um 2740 ?)
- Dumuzi der Fischer (um 2720 ?)
- Gilgamesch (um 2700 ?, evtl. 2652 v. Chr. bis 2602 v. Chr.)
- Ur-Nungal/Ur-Lugal
- Utul-kalama
- Labascher
- En-nunad-anna
- Mesche ? (um 2600 v. Chr.) (wahrscheinlich Mesh-he, Melem-ana)
- Mela-manna
- Lugalkidul/Lugal-kitun

## Zweite Dynastie
- Enpirigdu-Anna (um 2510)
- Lugal-Ure (Ur-Lugal II.?)
- Arga-Ande-a
- Enšakušana
- Lugal-kiniše-dudu (um 2450), König von Ur und Uruk
- Lugal-kisalsi
- Lugal-tar (?–2371)

## Dritte Dynastie
- Lugalzagisi[5] (2371–2347 v. Chr.)

## Vierte Dynastie
unter der Oberherrschaft der Könige von Akkad
- Ur-nigin
- Ur-gigir
- Kudda
- Pulur-ili
- Ur-utu

## Fünfte Dynastie
- Utuḫengal[6] von Uruk (2119–2112, auch Utu-hengal geschrieben)

## Sechste Dynastie
- Sin-Kaschid (1885–1852)
- Sin-Eribam (1852–?)
- Sin-Gamil (?–1823)
- Anam (1823–1818)
- Irdanene (1818–?)
- Rim-Anum (um 1810)
- Nabi-Ilischu (?–1802)

1802 v. Chr. fällt Uruk unter die Herrschaft der Könige von Larsa und anschließend an das Alt-Babylonische Reich